# Villablanca
Villablanca is een gemeente in de Spaanse provincie Huelva in de regio Andalusië met een oppervlakte van 98 km². In 2007 telde Villablanca 2577 inwoners.
In de gemeente, ten noordwesten van de woonkern, bevindt zich de megalitische erfgoedsite La Torre-La Janera.